# Lilian Swann Saarinen
Pour les articles homonymes, voir Swann et Saarinen.
Lilian « Lily » Louisa Swann Saarinen, née le 17 avril 1912 à New York et morte le 22 mai 1995 à Cohasset (Massachusetts), est une sculptrice et artiste américaine. Elle est la première femme de l'architecte Eero Saarinen.

## Biographie
Son père, Arthur Wharton Swann, est médecin et chef de clinique à l'Hôpital presbytérien de New York. Celui-ci meurt en 1914, alors que Lilian Swann est âgée de deux ans.  
Elle est inscrite à la Chapin School (en). Passionnée par le dessin dès son enfance, elle passe ses étés à étudier la sculpture dans le Connecticut. Elle suit des cours à l'Art Students League de New York auprès des sculpteurs Alexander Archipenko, Heinz Warneke (en), Albert Stewart (en) et Brenda Putnam. Elle fait également partie de la première équipe féminine de ski alpin des États-Unis aux Jeux olympiques d'hiver de 1936 de Garmisch-Partenkirchen, en Allemagne.   
Par la suite, elle s'installe dans le Michigan où elle étudie à la Cranbrook Academy of Art avec Carl Milles. Ici, elle rencontre Eero Saarinen, fils de l'architecte finlandais et membre de la faculté  Eliel Saarinen. Entre 1938 et 1940, Lilian Swann participe avec Eero Saarinen dans la conception de la Crow Island School, chargée d'élaborer les carreaux décoratifs de l'école.  
Lilian Swann épouse Eero le 10 juin 1939 et le couple a deux enfants ensemble :  Eric Saarinen, né en 1942, et Susan Saarinen, née en 1945. Ils divorcent en 1954, après quoi elle s'installe à Cambridge, dans le Massachusetts. 
En 1946, elle écrit et illustre le livre Who Am I ?. 